# Jägersgrün
Jägersgrün ist ein Ort, der als Teil des Ortsteils Tannenbergsthal heute in der Gemeinde Muldenhammer im sächsischen Vogtlandkreis liegt.

## Lage
Jägersgrün liegt an der B 283 nördlich von Tannenbergsthal und südwestlich von Rautenkranz. Nordwestlich liegt Beerheide. Der Ort liegt auf einer Höhe von etwa 630 m an der Zwickauer Mulde.
Jägersgrün ist eine Streusiedlung.

## Geschichte

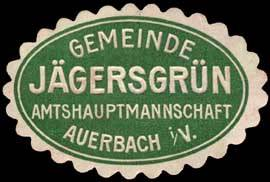
Siegelmarke der Gemeinde Jägersgrün

Jägersgrün ist spätestens 1758 erstmals als Jägersgrün erwähnt. Alternativ ist noch die Schreibung Jaͤgersgruͤn (1791) belegt. 1791 war der Ort dem Rittergut Niederauerbach zugehörig.
1875 war Jägersgrün gemeinsam mit Hohehaus und Muldenhammer eine eigenständige Gemeinde, die zum 1. April 1939 mit Tannenbergsthal zur Gemeinde Tannenbergsthal zusammengelegt wurde. Seit 2009 gehört Jägersgrün damit zur Gemeinde Muldenhammer.
| Jahr          | 1791      | 1834 | 1871 | 1875 | 1880 | 1890 | 1910 | 1925 |
| ------------- | --------- | ---- | ---- | ---- | ---- | ---- | ---- | ---- |
| Einwohnerzahl | 6 Häusler | 253  | 318  | 446  | 449  | 503  | 572  | 503  |

1910 war Jägersgrün unter den 69 Kommunen der Amtshauptmannschaft Auerbach auf Rang 46 der Einwohnerstatistik. 1925 lebten 6 Katholiken und 473 evangelisch-lutherische Christen in Jägersgrün. 1871 gab es im Ort 29 Häuser. 1875 gab es in Jägersgrün 33, 1880 schon 35 Häuser.
1875 war der Postbestellbezirk Jägersgrün zuständig für Gottesberg, Heßmühle, Hirschlecken, Hohenhaide, Hüttenschachen, Jägersgrün, Morgenröthe, Mühlleithen, Pechseifen, Rautenkranz, Sachsengrund, Tannenbergsthal und Winselburg.

## Belege
1. ↑  Jägersgrün – HOV | ISGV. Abgerufen am 12. Februar 2023.
2. ↑  Generalübersicht sämmtlicher Ortschaften des Königreichs Sachsen nach der neuen Organisation der Behörden mit Angabe ihrer Einwohner- und Häuserzahl am 1. December 1871 S. 31
3. ↑  Alphabetisches Taschenbuch sämmtlicher im Königreiche Sachsen belegenen Ortschaften und der besonders benannten Wohnplätze
4. ↑  Alphabetisches Verzeichniß der im Königreiche Sachsen belegenen Stadt- und Landgemeinden mit den zugehörigen, besonders benannten Wohnplätzen, ingleichen der Rittergüter und sonstigen exemten Grundstücke nach Kreishauptmannschaften und amtshauptmannschaftlichen Verwaltungsbezirken geordnet, nebst alphabetischem Register. Bearbeitet nach officiellen Unterlagen durch das statistische Bureau des Königlichen Ministeriums des Innern. Dresden, im October 1884 S. 429